# Priit Kruus
Priit Kruus (* 3. Dezember 1981 in Tallinn; † 25. November 2018 ebenda) war ein estnischer Literaturwissenschaftler und Schriftsteller.

## Leben und Werk
Priit Kruus machte 2000 Abitur in Saue und studierte anschließend an der Universität Tartu estnische Philologie mit dem Schwerpunkt Literatur. Nach seinem Magister (2007) wechselte er an die Universität Tallinn, wo er im Juni 2018 mit einer Arbeit zur estnischen Avantgarde zum Dr. phil. promoviert wurde. Seit 2014 war er Literaturdozent an der Universität Tallinn.
Kruus war Redakteur der literarischen Zeitschrift Vihik und verfasste Literaturlehrbücher für die Grundschule. Sein Forschungsschwerpunkt lag auf der zeitgenössischen estnischen Literatur und der jüngsten Entwicklung seit der Singenden Revolution in Estland. Insbesondere widmete er sich der Postmoderne und literarischen Gruppierungen.
Sein eigenes literarisches Debüt in dem Band Kopie wurde als „gut lesbare, dynamische und fesselnde“ Jugenderzählung gelobt.

## Bibliografie

### Literarisches
- (gemeinsam mit Mia Leite und Hedda Maurer) Koopia ('Kopie'). Tallinn: Eesti Keele Sihtasutus 2002. 256 S.
- Ring ümber teiste ('Ein Kreis um die anderen'). s.l.: !peatus 2002. 76 S.